# Pro Quinto Ligario
La Pro Quinto Ligario (In difesa di Quinto Ligario) è un'orazione del celebre retore romano Marco Tullio Cicerone. Venne pronunciata sul finire del 46 a.C. al termine della guerra civile che aveva visto contrapporsi Cesare e Pompeo.
L'obiettivo dell'arpinate è qui quello di salvare l'ex militante pompeiano Quinto Ligario dall'accusa di perduellione (alto tradimento) mossagli da Quinto Tuberone.

## Contesto storico e personaggi coinvolti
Protagonista dell'orazione ciceroniana è Quinto Ligario, personaggio politico romano appartenente ad una famiglia del ceto equestre proveniente dalla Sabina.
Nel 50 a.C. Gaio Considio Longo venne nominato propretore per la provincia d'Africa, dove scelse di portare con sé Ligario in qualità di suo legatus. Giunto il momento di tornare a Roma Longo nominò Ligario governatore ad interim nell'attesa che un nuovo propretore fosse inviato dall'Urbe.
Nel 49 a.C. divamparono anche sul suolo africano i fuochi dello scontro fra truppe filocesariane e filopompeiane, al cui comando si pose arbitrariamente Publio Azzio Varo. Ligario venne da costui incaricato di sorvegliare le coste, e d'impedire in particolar modo lo sbarco sul continente di Elio Tuberone, il governatore nel frattempo legittimamente inviato dall'Urbe. Le conseguenze di quest'atto furono essenzialmente la nascita di un fortissimo rancore da parte dei Tuberoni nei confronti di Ligario e la sempre più sostanziale egemonia pompeiana in Africa, infranta soltanto nel 46 a.C. da Cesare in persona a seguito della battaglia di Tapso.
Ormai sconfitto, Ligario ebbe da Cesare salva la vita, a condizione però che mai più avesse fatto ritorno nella capitale.

## Il processo
Mentre Ligario era dunque costretto fuori dall'Italia una delegazione di parenti ed amici si recò presso la dimora di Cesare a Roma con lo scopo di ottenere il reintegro dello avversario ormai sconfitto. Sebbene il dinasta non avesse dato un netto segno di apertura, le speranze della delegazione per una rapida trattativa privata vennero subito frustrate da Quinto Tuberone il quale, memore dell'affronto subito da lui e da suo padre, accusò pubblicamente Ligario di tradimento, il processo divenne a questo punto inevitabile.
Il procedimento giudiziario avvenne con modalità insolite: essendo infatti ormai Cesare l'unico depositario del potere non vennero rispettate le canoniche norme procedurali quali la presidenza di un pretore e la presenza di un reale collegio giudicante. L'insolito legame fra le parti in causa determinò inoltre una commistione sui generis fra interesse pubblico e privato: accusatore, accusato e giudice erano infatti legati proprio dalla vicenda oggetto del dibattimento.

## L'orazione
Il "tradimento" ai danni della patria ordito da Ligario si sarebbe articolato secondo l'accusa in due punti essenziali: l'aver impedito lo sbarco in Africa del legittimo governatore investito da Roma e l'aver combattuto contro Cesare arrivando addirittura ad allearsi con l'inviso re di Numidia Giuba. Dinanzi ad accuse così pesanti la strategia difensiva di Cicerone si sviluppa secondo due binari paralleli: l'assimilazione del caso a quelli di tutti gli altri ex pompeiani già graziati da Cesare e la denigrazione diretta dell'accusatore, magistralmente condotta mediante un espediente retorico definito "anticategoria" (dal greco ἀντικατηγορία). Il retore comincia la sua arringa difensiva mettendo in evidenza la presunta ironia insita nel processo istruito da Tuberone, il cui scopo sarebbe stato a suo dire quello rivelare al dittatore la presenza di Ligario in Africa al tempo della guerra civile, presenza di cui tuttavia Cesare era già ben conscio avendo egli stessi risparmiatogli la vita. Cicerone prosegue ripercorrendo le vicende che hanno portato in Africa Ligario mostrando come costui si sia sempre dimostrato fedelissimo servitore di Roma e come per giunta sia stato costretto dagli eventi a rimanere in Africa nonostante il suo fortissimo desiderio di tornare in Italia per riabbracciare i fratelli. L'affresco delineato da Cicerone pone dunque in netta contrapposizione la pietas di Ligario e la negligenza di Tuberone, reo di aver pensato di rifiutare l'incarico di governatore e soprattutto di aver citato in tribunale un innocente solo per rancore verso quest'ultimo.

## Clementia Caesaris
All'interno di quest'orazione Cicerone afferma di non volersi rivolgere a Cesare in qualità di giudice ma come ad un padre amorevole e comprensivo pronto a perdonare gli errori dei suoi figli. A differenza di quanto l'accusa vorrebbe far credere la colpa di Ligario è infatti assimilabile, per l'arpinate, ad un banale errore di valutazione piuttosto che ad un atto empio e calcolato contro il dittatore, alla cui clemenza tuttavia si appella per ottenere la medesima salvezza di cui lo stesso Cicerone è stato omaggiato. La magnanimità di Cesare assume pertanto un ruolo fondamentale nell'economia del processo, da Cicerone sapientemente orientato proprio per sfruttare la propaganda cesariana che prevedeva un trattamento favorevole verso chiunque avesse deposto le armi contro di lui.